# Mixx
『mixx』（ミックス）は、2004年4月8日から2010年3月25日まで南日本放送（MBCテレビ）で放送されていた鹿児島県ローカルの情報バラエティ番組で、音楽情報やグルメ情報など様々なジャンルの情報を混ぜ合わせて伝えていた。全304回。ハイビジョン放送。番組終了時の放送時間は毎週木曜 24時20分 - 24時50分（日本標準時）、再放送は毎週土曜 25時43分 - 26時13分。

## 概要
番組構成の基本は、新着の音楽プロモーションビデオ（以下PVと表記）と、担当ディレクター思いつきのハプニング性を重視した低予算な企画物だった。そのため、MBCタレント・MBCアナウンサー・ADはおろか、社員の知り合いの有名人までボランティアで駆り出していた。一部アーティストのPVについてはコメント入りだったが、コメント内容は鹿児島読売テレビ (KYT) の『AMP』と重なることが多かった。
2006年4月からの1年間は、土曜深夜の再放送以外にも原則月に1回のペースで人気企画の総集編『Re:mixx』（リ:ミックス。1時間版）を放送していた。
番組は2010年3月に終了し、同年5月からは本番組のスタッフによる新番組『てゲてゲ』が放送されている。

## 企画紹介
番組内では『水曜どうでしょう』を意識したと見られる演出が見られた。また、並行企画として注目アーティストインタビューなども織り込まれていた。グルメ企画は、番組開始当初は『どーんと鹿児島』（同局水曜20時）の焼き直しのようなものが目立ったが、次第にグルメ、カルチャー、遊びを絡めた若者が使える独自なスタイルで編み出しつつあった。

### 年末スペシャル
毎年末に放送枠を拡大して放送された。2008年のみ金曜日に放送。再放送が12月31日（2009年のみ通常の再放送枠）に実施される。
対×決 ジャンケントリップ!!（2004年12月30日・90分の年末スペシャル番組）
肥薩線・肥薩おれんじ鉄道を双六に見立て、新八代駅スタート・鹿児島中央駅をゴールとする。ジャンケンで勝ったら上がり負ければ下がりというシンプルなルール。放送終了後の反響が凄くこの企画が以後の番組スタイルに多大な影響を及ぼすことになる。
NTT西日本のお天気カメラに映り込もう!!!!（2005年12月末・60分の年末スペシャル番組）
MBCアナウンサー田辺令吉とMBCタレント早稲田裕美子による対決。ルールは自分でサイコロを回して目が出たところのお天気カメラにMIXXのフリップを持って映りこみ、それをNTT西日本のフレッツ光のHP上で判定人のはたしんやが確認できたら1ポイントクリアのルール。
お天気カメラの設置場所は、全て鹿児島県以外の県庁所在地で、遠くは広島市や松山市まであり目の出方が悪いと極端な長距離を移動する羽目に。移動手段は徒歩を除くと鉄道、高速バス、ホーバークラフト、タクシーなどしか認められないので、鉄道マニアの田辺には断然有利とされた。
県道足し算777（2006年12月28日・60分の年末スペシャル番組）
鹿児島県内の県道の路線番号を足して777になればゴールとなるルール（鹿児島県の県道一覧も参照）。一例として産業道路（鹿児島県道217号郡元鹿児島港線）と電車通り（鹿児島県道21号鹿児島中央停車場線）を足せば238となる。
この年のMBC新人アナウンサーであった末永安佳梨と竹内梢の初対決。2人のパートナー兼運転手役にミュージシャンの宮井紀行と芸人兼社長の松元が登場する。判定人のはたしんや（当時MBCタレント）がMBC第一スタジオの特設セット（コタツ部屋）におり、携帯電話で連絡を受けて正誤判定する。
当初は県内の地理に疎いパートナー同士のために難航する予想であったが、企画開始すぐに目標達成となったため、急遽思いつきでルール変更が複数回なされ、最終的には「県道足し算1111」となった。また、はたは幾度と各チームに対して指示を出し、ゴールを先延ばしした。大村絵美もこたつ部屋の横でお昼の『MBCニュース』を読んだり、判定人とじゃれあったりしている姿がスパイスとして映し出されている。
第一スタジオのセットが2006年12月以降のものであることや、はたがワンセグで『よしもと新喜劇』を視聴していたことから、2006年12月の土曜日に収録したことが分かる。
番外編で「罰ゲーム：県道足し算11111」が2007年3月に末永と自称罰ゲームの女王こと早稲田裕美子のペアで行われた。
地名オセロ（2007年12月27日・60分の年末スペシャル番組）
この年にMBC新人アナウンサーであった古山かおりと、MBCタレントはたしんやによる対決。ルールの概略であるが、オセロの盤に見立てたボードのマスにそれぞれひらがな一文字が五十音順に並べられ、自分で選んだ場所へ車で向かい現地を証明する写真を撮る（例：「て：天文館」の場合は天文館で撮影する）ことでオセロの玉を置くことができる。オセロゲームの要領で要領よく置けば一瞬にして自分の取り分にできるが、何も策が無いと骨折り損になるというオセロを超えたドキュメンタリー。
偉人オセロ（2008年12月26日・90分の年末スペシャル番組）
MBCアナウンサーの古山かおりとMBCタレントのはたしんやによる対決だったが、古山の助っ人として吉田智大が参戦。ゲームは2007年に引き続きオセロゲーム方式で勝負を決めるが、今度はマスに歴史上の偉人の名前が五十音順に並べられており、現地を証明する写真を撮ることでコマを置くことができる。ポイント制覇しながら地元ゆかりの歴史の名跡を訪ねて偉人にまつわるエピソードを知ることができる。
なおBGMには、番組でおなじみのトランスに加え、2008年度に大旋風を巻き起こした『篤姫』のBGMも小気味よいスパイスとして色を添えている。
戦国!!お城DEオセロ（2009年12月24日・90分の年末スペシャル番組）
中世から戦国時代までの群雄割拠の時代「カゴシマに700か所以上もお城があった」、2009年はNHK大河ドラマ『天地人』影響か戦国ブーム、歴女ブームが静かに盛り上がったが、その中の49か所の城跡を厳選（北薩・大隅方面は「あまりにも多すぎる」として除外）、例年通り7×7のオセロ盤にプロット、ルールは相手より先に山城跡の説明板を写真撮影すれば「攻略」とした。
鹿児島城（鶴丸城）からスタートした国盗り合戦は、移動時間込みでわずか15時間以内で決着をつけなくてはならず、前年の銅像や記念碑以上に込み入った立地が多い山城跡を捜し当てるのは相当に過酷なもので、終盤には一発逆転を狙うために無理して悪路を自動車で遠距離移動することも多かった。そのため、アナウンサー陣は次第にカメラが回っていることを忘れて醜態を晒すことになり、疲労からか移動中に助手席で派手に爆睡した人もいれば、車酔いが酷くグロッキー状態で静養を余儀なくされた人もいた。なお、例年通りに同行ディレクターが過酷な駄目出しをする場面もあり、それに加えて深夜にまで及ぶ熾烈な駆け引きで筋書きのない怒涛の勝負となった。

### その他の企画

#### 2005年 - 2007年
韓国・ソウル ルーレットリップ（2005年3月16日 - 4月7日）
『ズバッと!鹿児島』の取材で訪韓したMBCアナウンサー松木圭介と当時の新人アナウンサー・大村絵美は、現地へ到着すると切通ディレクターからキーワードがマスに書かれたボード（この後、この手法は恒例となる）と人生ゲームのルーレットが渡された。それぞれソウル滞在中に指令された目的をいち早く全部クリアできた方が勝ちというルール。勝負を急ぐ松木とマイペースに観光気分で自分の楽しみを満悦する大村。
早稲田裕美子の顔ハメボード巡りの旅（2005年）
観光地などある歴史上の偉人などが描かれたボードで記念撮影するのが趣味の早稲田に、番組ディレクターは何も言わずに「鹿児島空港発 - 新千歳空港行」の航空チケットと指令の入った茶封筒を渡した。指令の内容とは、期限内に目的を達成できなれば、終了後に毎度恒例の罰ゲームという過酷な内容だったが、案外楽しそうにこなしていく。
美坂理恵アナvs女性AD対決（足湯巡り：2006年3月・滝巡り：2006年6月8日・15日、飲温泉巡り：2006年12月）
早朝のラジオ生ワイド（2006年当時）終了後に切通ディレクターの来訪を受けた美坂、何も聞かされずに駐車場まで連れて行かれるとそこにはあまり面識のない新人の女性ADが。女の意地と執念で一歩も譲らない伝説のガチンコ対決の幕は、こうして落とされたのであった。なおこの企画以降、年末スペシャルも含めて鹿児島県内の各スポットを巡り駆け回る対決パターンが定番化した。
田辺師匠（田辺令吉）のアイドル革命（不定期企画で継続中）
なお本人によれば、デビュー前並びにデビュー直後に自分と対談したり訪ねてくれたアイドルや新人歌手はその後、予想外に大ブレークしているという伝説があるとのこと（島谷ひとみ、ジェロなど）。
鹿児島市営バスのバス停巡り対決?（2007年6月）
MBCタレントスマイリー園田と早稲田裕美子が渡されたボードのマスにある市営バスのバス停を先にクリアした方が勝ちというルール。バス停にたどり着く方法に市電や徒歩を使ってもOK。ただ登場するバス停の中には乗り場が分かりにくい場所にあるものや、1日の便数が極端に少ないものがあったりとなかなか意地悪なもので、2人は憔悴するほどに悪戦苦闘することとなった。
鹿児島県内のご当地ソフトクリーム巡り対決（2007年9月）
美坂理恵が局内で見つからなかったので暇を持て余していたという吉田智大が確保され、足湯、飲湯対決で火花を散らした女性ADとの初対決となった。この企画以前は地味で大人し過ぎるとの烙印を押されていた吉田の真の姿は勝負が進むにつれ露呈されることとなる。この対決の終了後、彼はソフトクリームの食べ過ぎのために入院する羽目に。

##### 2008年
このうち「南薩ミステリー現象」「出撃！アカリ・レイ」は同年12月30・31日の午前中に再放送された。
吉俣兄弟の鹿児島限定スィーツ「工場グルメ」（2008年3月6日）
よし俣とよしげの兄である吉俣良の「食品工場で出来立てを製造ラインからその場で抜き取ってつまみ食い出来ないのか?」何気ない一言から始まった究極のプレミアムグルメ企画。兄の年少から思い出の鹿児島限定スィーツ（と言っても安い菓子なのだが）を念願かなって工場食いに実現。なおBGMには、作者（吉俣良）の承諾を得て全編にわたってNHK大河ドラマ『篤姫』の劇中挿入音楽が使われていた。
南薩ミステリー現象　第4弾!山に「山」…巨大文字の謎を解明!（2008年4月17日）
MBCの公式サイトにある「デジタルフォトギャラリー」に一般視聴者から2月に衝撃的な写真が掲載された…。指宿市山川町の鷲尾岳に巨大な「山」という文字が出現。大昔の『水曜スペシャル』のミステリー企画のような怪しげな調査を何でも請負人はたしんやが現場へ急行、何のアテもなく聞き込み調査した。
出撃！アカリ・レイ（前編2008年4月24日、後編5月1日）
素は超天然で局内では有名な末永安佳梨を、熊本県荒尾市にある遊園地・グリーンランドのアトラクション紹介ロケとの名目で連れ出した切通ディレクターは、実はコテコテの『ガンダム』世代。現地に到着するなりガンダム芸人・若井おさむの『ガンダム名言集』を手渡し、主人公の少年アムロ・レイのコスチュームに着替え、計10機種の全てのジェットコースターに乗るように指示。1機種ごとに「行きまあす!」「こ、こいつ、動くぞ!」と「名言」を発するように指示した。
ヒッチハイクして一日でどこまで行ける?（2008年5月）
「電波少年やバックパッカーの外国人のように華麗に無賃でしかも一日で鹿児島市内中心部からどこまで行くことが出来るのか?」企画の意図はこれのみだが、そこははたしんや、最初の一台をヒッチハイクするのは相当苦労したが、その後結局、福岡市中央区長浜まで辿り着くことができた。はたは続編をやる気だったが、いまだ実現していない。
特集「検証!?ツンデレグッズで萌え」（2008年6月5日・12日）
当初は単に巷で流行し始めたツンデレグッズを紹介する特集企画であった。番組終了後に反響が大きく、半年後の翌2009年2月に続編が放送されることとなった。

## ターゲットにされやすい出演者
- 野口たくお
- はた真弥
- よし俣とよしげ - 実兄の吉俣良も一緒に出演する場合があった。
- スマイリー園田
- 吉田智大（当時南日本放送アナウンサー） - 対決物でよく駆り出されていた。

## オープニングアニメ・ロゴマーク
本番組のオープニングアニメとロゴマークは、鹿児島を拠点に活動する GADGET graphique が制作したものである。

### オープニングアニメ
初代は2004年の番組開始時から使用。2006年12月の地上デジタル放送開始後には、左右に白枠を付加することで対処していた。2008年4月17日放送分からはハイビジョンに対応した2代目オープニングを使用するようになった。

### ロゴマーク
ロゴマークはレコードを模しており、「MBC TV 001」や「BPM 1107」といったMBCの送信所（親局）の周波数・チャンネル（前者はテレビ放送のリモコンキーID、後者はMBCラジオの周波数）や番組ウェブサイトのURIなどが記されている。

## 放送時間
本放送（いずれも木曜日）。2008年の年末スペシャルのみ金曜日（12月26日）に放送された。
- 24時55分開始（2004年4月8日 - 2005年3月31日）
- 25時開始（2005年4月7日 - 2007年10月4日）
- 24時25分開始（2007年10月11日 - 2009年3月26日、『saku saku』と入れ替え）
- 24時20分開始（2009年4月2日 - 2010年3月25日）